# 劉洞
劉洞（？—975年），廬陵（今江西省吉安市）人，五代十国南唐诗人、隐士。
年轻时遊廬山，向陳貺學詩。隐居廬山二十年，擅长五言唐律，自號“五言金城”，自称得賈島之法。後主李煜嗣位，喜欢詩人，有人推荐刘洞，刘洞獻詩百篇，卷首石城篇：“石城古渡頭，一望思悠悠，幾許六朝事，不禁江水流”，後主讀后，感伤不高兴，于是没有召见刘洞。金陵被圍，刘洞在城中，于道旁题诗：“千里長江皆渡馬，十年養士得何人？”南唐國亡，過宫闕，徘徊賦詩，多为感慨悲傷，不以没有任用怨懟李后主。開寶八年（975年）去世，有诗集行世。同時夏寶松也隱居廬山，與劉洞爲詩友。劉洞有夜坐詩，夏寶松有宿江城詩，都在当時被稱道。百勝軍節度使陳德誠常作詩赞美他们，称呼他们是劉夜坐、夏江城。